# Амирбеки Мусо
Амирбе́ки Мусо́ (настоящее имя — Мусоев Амирбек Караевич, тадж. Мӯсоев Амирбек Қараевич, род. 7 января 1961, Нурек, Хатлонской области, Таджикская ССР, СССР) — советский и таджикский композитор, музыкант, дирижёр.
Деятель культуры Таджикистана (2008), Лауреат Премии Союза композиторов Таджикистана «Борбад» (2005), Премия молодежных организаций Таджикистана (1995), Председатель «Союза композиторов Таджикистана»(1990).

## Биография

### Ранние годы
Мусоев родился 7 января 1961 года в городе Нурек. С детства увлекался музыкой, обучался в музыкальной школе в Душанбе.

#### Образование
После школы поступил в Таджикский государственный институт культуры и искусств имени Мирзо Турсунзаде, затем поступил в Национальную консерваторию Таджикистана имени Т. Сатторов.

## Творчество

### Дирижёрская карьера
В 1986—1993 годах работал дирижёром оркестра народной музыки «Комитета телевидения и радио» при Правительстве Республики Таджикистан.
С 1993 по 1997 годы работал главным редактором музыкальных программ радио и телевидения Таджикистана.
С 1998 по 2003 год был избран секретарем Союза композиторов Таджикистана.

#### Преподавательская деятельность
В 2009—2012 годах был руководителем «Художественной Таджикской Государственной филармонии имени А. Джураев».
С 2018 года является деканом исполнительного «Факультета Консерватории».

## Дискография
- 1985 — «Увертюра»
- 1984 — «Струнный квартет».
- 1987 — «Попурри»
- 1987 — «Воспоминания»
- 1988 — «Рапсодия»
- 1991 — «Концерт для гычкака и оркестра народных инструментов».
- 1997 — «Из рая в ад»
- 1998 — «Поэма-статус»
- 1998 — «Соруши дил»[2]
- 1998 — «Сокинома Зафар»
- 1998 — «Суруши дил»
- 2002 — «Хами Абро»
- 2002 — «Маком-достон»
- 2002 — «Лола ту»
- 2006 — «Газали Ватан»
- 2007 — «Единство»
- 2007 — «Родина-мать»
- 2008 — «Лесная легенда»
- 2013 — «Верный обряд»

## Награды
- Лауреат 1-го областного конкурса исполнителей на народных инструментах республик Средней Азии, Казахстана и Кавказа имени У. Ходжибекова (1986).
- Дипломант международных конкурсов эстрадной музыки «Азия Дауси»
- Лауреат Борбадской премии Союза композиторов Таджикистана (2005)
- Лауреат Молодежной Комитет Таджикистана (1995)
- Медаль «За безупречную службу» («Хизмати шоиста») (1998)
- Памятная служба (1998)
- Деятель культуры Таджикистана[тадж.] (2008)
- Орден Почёта Таджикистана (2021)[3][1]

## Примечание
1. 1 2  Обидпур Ҷ. Луғатномаи тафсирии мусиқӣ / зери назари Б.Қобилова. — Душанбе: Аржанг, 2019. — С. 246—247. — 480 с. ISBN 978-999-47-43-90-2 (тадж.)
2. ↑  Композиторон ва мусиқишиносони Тоҷикистон. — Душанбе, 2011, — с.109-111
3. ↑  Sputnik Тоҷикистон. Овозхонҳо унвону мукофот гирифтанд: аз Саидзода то Соҳиба ва Аловатову Назриев - аксҳо (тадж.). Sputnik Тоҷикистон (18 августа 2021). Дата обращения: 18 августа 2021. Архивировано 18 августа 2021 года.